# Filip Shiroka
Filip Shiroka ps. Geg Postrippa i Ulqinaku – (ur. 3 sierpnia 1859 w Szkodrze, zm. 14 listopada 1935 w Bejrucie) – albański poeta i działacz narodowy.

## Życiorys
Był synem Engjëlla Shiroki i Rozy z d. Heqimi. Uczył się w szkole prowadzonej w Szkodrze przez zakon Franciszkanów. Jednym z jego nauczycieli był duchowny i poeta Leonardo De Martino. Po ukończeniu szkoły pracował w niej jako bibliotekarz. Jednym z pierwszych jego wierszy, które doczekały się publikacji był nacjonalistyczny utwór All’Albania, all’armi, all’armi! (Albanio, do broni, do broni !), dotyczący obrony Ulcinja, wydany w Mediolanie w 1878 w piśmie Osservatore Cattolico.
Jak wielu innych działaczy albańskiego Odrodzenia Narodowego (Rilindja Kombetare) Shiroka większość swojego życia spędził na emigracji. Po upadku Ligi Prizreńskiej wyemigrował na Bliski Wschód, osiedlając się początkowo w Egipcie, a następnie w Libanie, gdzie pracował jako inżynier przy budowie linii kolejowych. W 1894 należał do stowarzyszenia Vellazeria Shqiptare, skupiającego albańskich działaczy narodowych w Egipcie. Zmarł w Bejrucie, gdzie początkowo został pochowany. W latach 50. XX w. jego doczesne szczątki przeniesiono do rodzinnej Szkodry.
Większość dzieł Shiroki powstało w okresie 1896-1903. Były to w większości utwory o tematyce patriotycznej i satyrycznej publikowane w piśmie Albania, wydawanym przez Faika Konicę, a także w wydawanym w Szkodrze piśmie Elçija i Zemers t’Jezu Krisctit (Posłaniec Serca Jezusowego).
Twórczość Shiroki obejmuje ponad 60 wierszy, 3 opowiadania, a także publicystykę i dzieła o tematyce religijnej. Największy zbiór jego utworów wydano po raz pierwszy w 1933 pod tytułem Zâni i zêmrës (Głos serca).
Imię Shiroki noszą ulice w Tiranie, Szkodrze, Kamzie, Durrësie i w Prisztinie.

## Twórczość
- 1933: Zani i zemrës (opowiadania)
- Shko dallëndyshe! (poezja)
- Dallëndyshe eja! (poezja)
- 2005: Zani i zemrës dhe shkrime të tjera